# Пишанж
Пиша́нж (фр. Pichanges) — коммуна во Франции, находится в регионе Бургундия. Департамент коммуны — Кот-д’Ор. Входит в состав кантона И-сюр-Тий. Округ коммуны — Дижон.
Код INSEE коммуны — 21483.

## Население
Население коммуны на 2010 год составляло 256 человек.
| 1962 | 1968 | 1975 | 1982 | 1990 | 1999 | 2010 |
| ---- | ---- | ---- | ---- | ---- | ---- | ---- |
| 176  | 170  | 126  | 146  | 211  | 223  | 256  |

## Экономика
В 2010 году среди 173 человек трудоспособного возраста (15—64 лет) 138 были экономически активными, 35 — неактивными (показатель активности — 79,8 %, в 1999 году было 77,8 %). Из 138 активных жителей работали 133 человека (67 мужчин и 66 женщин), безработных было 5 (2 мужчин и 3 женщины). Среди 35 неактивных 13 человек были учениками или студентами, 13 — пенсионерами, 9 были неактивными по другим причинам.